# Термічні напруження
Термі́чні напру́ження або температу́рні напру́ження (англ. thermal stress) — внутрішні (власні) механічні напруження, що виникають між макро- або мікроелементами твердого тіла в результаті впливу внутрішніх сил, які обумовлені тепловим впливом (нагріванням, охолодженням, тривалим перебуванням в умовах підвищених чи понижених температур) та спричиняють деформацію тіла.
Термічні напруження виникають при нерівномірному нагріванні або охолодженні. У відповідності до назви технологічного процесу, у результаті якого вони виникають, термічні напруження бувають: гартувальними, зварювальними, ливарними, шліфувальними тощо.

## Гартувальні напруження
Гартувальні напруження — внутрішні напруження, що виникають при гартуванні сталевих деталей. У цьому випадку вони виникають як поєднання напружень, спричинених зміною питомого об'єму сталі при її мартенситному перетворенні у процесі гартування, і температурних напружень, викликаних швидким охолодженням.
Результат дії гартувальних напружень, наприклад, руйнування (розтріскування) при гартуванні, може проявлятись не обов'язково у момент зміни теплового стану (охолодження), а через деякий час (до декількох діб) у результаті поступового накопичення напружень, що виникають при зміні питомих об'ємів структурних складових.
Величина гартувальних напружень залежить від складу матеріалу і умов загартування. Гартувальні напруження поділяються на напруження I, II та III роду.
Напруження першого роду — це зональні залишкові напруження, що урівноважуються в зонах, сумірних з розмірами всього тіла або його окремих макрочастин. Утворюються такі напруження через різницю температур по перерізу деталі при охолодженні та різних по часу перебігу фазових перетворень у різних частинах деталі.
Напруження другого роду — це залишкові напруження, що урівноважуються в об'ємах, сумірних з розмірами кристалічного зерна металу.
Напруження третього роду — це напруження, що виникають при фазових перетвореннях в металах і сплавах у твердому стані, внаслідок різниці у питомих об'ємах початкових і новостворюваних фаз. Наприклад, питомий об'єм аустеніту при вмісті вуглецю 0,2…1,4% становить 0,12227…0,12528 см³/г, а мартенситу — 0,12708…0,13061 см³/г.
Для зняття внутрішніх напружень після гартування проводять відпуск.

## Термічні напруження при зварюванні
Термічні напруження при зварюванні — внутрішні напруження, що виникають під час охолодження виробу після зварювання.
Якщо ці напруження діють тільки уздовж шва, то вони не впливають на міцність зварного з'єднання. Небезпечнішими є напруження, що діють перпендикулярно до осі шва (поперечні), так як вони можуть викликати появу холодних тріщин у шві чи у зоні біля шва. Якщо деформації і напруження з'являються у виробі тільки в процесі зварювання і зникають при охолодженні після зварювання, вони називаються тимчасовими. Деформації і напруження, які зберігаються після зварювання при повному охолодженні швів, називаються залишковими. Коли метал є пластичним і працює при статичних навантаженнях, залишкові напруження практично не впливають на міцність зварної конструкції. Сумуючись з напруженнями від робочих навантажень, вони спричиняють пластичну деформацію металу і тим знімаються.
При товстому шарі металу (понад 40 мм) виникають об'ємні залишкові напруження, що діють у трьох взаємно перпендикулярних площинах. Такі напруження є небезпечними з точки зору міцності конструкції, так як обумовлюють крихкість металу. За наявності концентраторів напружень (надрізів, непроварів, тріщин тощо), при низькій навколишній температурі і підвищеній жорсткості конструкції виникнення пластичних деформацій є утрудненим і в даній зоні може започаткуватись крихке руйнування металу. Для усунення залишкових напружень в цьому випадку застосовують термообробку після зварювання. Якщо залишкові деформації виходять за межі, допустимі технічними умовами на виготовлення даного виробу, проводять його випрямляння після зварювання.
Основними факторами що спричиняють виникнення термічних напружень при зварюванні є: нерівномірне нагрівання металу, усадка розплавленого металу при твердінні, величина зони прогрівання, напрям розташування зварного шва та ін.

### Нерівномірне нагрівання металу
Наявність зосередженого джерела тепла (зварювального полум'я, електричної дуги), що переміщається уздовж шва з певною швидкістю і викликає нерівномірне нагрівання металу при зварюванні, є основною причиною виникнення внутрішніх напружень і деформацій у зварних виробах.

### Усадка наплавленого металу
В результаті усадки (зменшення питомого об'єму) металу шва виникають напруження розтягування у сусідніх ділянках деталі, які викликають в них відповідні деформації. Різні метали і сплави мають різну усадку, що зазвичай вимірюється в процентах від початкового лінійного розміру: алюміній 1,7…1,8%; бронза 1,45…1,6%; латунь 2,06%; мідь 2,1%; сталь маловуглецева ливарна 2,0%; чавун сірий 0,7…0,8%.
Напруження, викликані усадкою, зростають до моменту переходу пружних деформацій у пластичні. Якщо метал недостатньо пластичний, деталь може дати тріщину в найслабшому місці, яким іноді є зона термічного впливу. Напруження від усадки є також однією з причин гарячих тріщин, що виникають під час затвердіння металу шва.

### Інші фактори
Величина деформації та пов'язаних з нею напружень залежить від величини зони нагріву. Чим більший об'єм металу нагрівається, тим більшими будуть деформації. Тому різні способи зварювання дають різну величину деформацій. Значна величина нагріву і деформації отримується при газовому зварюванні киснево-ацетиленовим полум'ям, менша — при дуговому зварюванні металевим електродом.
Розміри і розташування швів також впливають на величину деформацій. Найбільші деформації викликають довгі шви, шви з великим перетином, а також шви, розташовані несиметрично відносно головних осей перерізу зварюваного профілю. Чим складніша форма деталі, чим більше в ній різних швів, тим більшою є імовірність появи деформацій і напружень при зварюванні. При односторонньому наплавленні плоских деталей зменшення глибини і площі розплавлення основного металу різко зменшує жолоблення виробу.
Штучне охолодження деталі в процесі зварювання зменшує величину деформації.

## Ливарні термічні напруження
Основною причиною появи ливарних напружень є зменшення об'єму металу і лінійних розмірів (усадки) виливка в процесі кристалізації металу і охолодження у твердому стані. Під час охолодження виливка виникають термічні напруження, що зберігаються у виливку після повного охолодження. Ці внутрішні напруження можуть у результаті приводити до утворення тріщин внаслідок додаткових напружень, що виникають при механічній або термічній обробці, при роботі виробу або ж внаслідок корозійних впливів.
Залишкові напруження можуть викликати також небажане явище викривлення виробів при їх механічній або термічній обробці. З метою усунення появи тріщин і жолоблення від термічних напружень при литві застосовуються наступні заходи:
- слід уникати різких змін перерізів виробу;
- охолодження має бути за можливості рівномірним, для чого в місцях товстих перетинів встановлюють холодильники;
- необхідно добиватися якомога рівномірнішого охолодження і після затвердіння, що може досягатися хоча б шляхом установки відлитих виробів у нагрітих ямах або залишення їх у формах, що слабо проводять тепло;
- напруження можуть усуватися додатково також шляхом обережного нагрівання до температур, що відповідають приблизно температурі рекристалізації основної складової.